# دائرة فاليريس
دائرة فاليريس هي إحدى الدوائر الأربع في الإدارة الشمال شرقية في هايتي، يبلغ عدد سكانها 52,763 نسمة حسب إحصائيات أغسطس 2003، تتبعها ثلاث بلديات، ورمزها البريدي يبدأ بالرقم 22.